# Julia Ward Howe
Julia Ward Howe (Nova Iorque, 27 de maio de 1819 – Portsmouth, 17 de outubro de 1910) foi uma poetisa e autora estadunidense, conhecida por escrever "O Hino de Batalha da República". Ela também foi uma defensora do abolicionismo e uma ativista social, especialmente do sufrágio feminino.

## Carreira

### Escritos

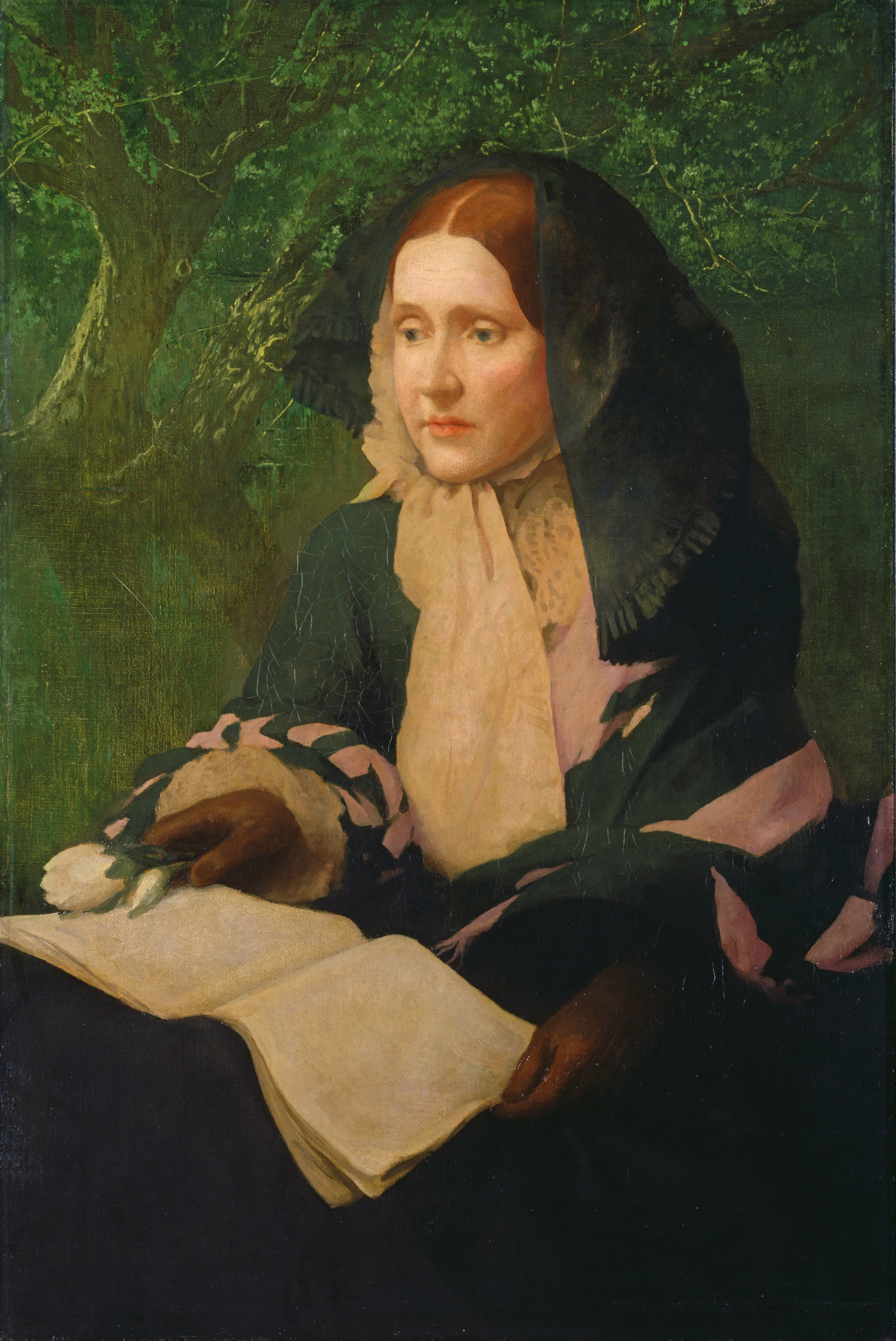
Retrato de Julia Ward Howe, de John Elliott, 1925

Ela assistiu a palestras, estudou línguas estrangeiras e escreveu peças e dramas. Howe publicou ensaios sobre Goethe, Schiller e Lamartine antes de seu casamento na New York Review and Theological Review. Passion-Flowers foi publicado anonimamente em 1853. O livro coletou poemas pessoais e foi escrito sem o conhecimento de seu marido, que então editava o jornal Free Soil The Commonwealth. Sua segunda coleção anônima, Words for the Hour, apareceu em 1857. Ela passou a escrever peças como Leonora, The World's Own, e Hippolytus. Todas essas obras continham alusões a seu casamento estultificante.
Ela fez viagens, incluindo várias para missões. Em 1860, ela publicou A Trip to Cuba, que falava de sua viagem de 1859. Isso gerou indignação em William Lloyd Garrison, um abolicionista, por sua visão depreciativa dos negros. Howe acreditava que era certo libertar os escravos, mas não acreditava na igualdade racial. Várias cartas sobre a sociedade de High Newport foram publicadas no New York Tribune em 1860.
O fato de Howe ser uma autora publica preocupava muito seu marido, especialmente devido ao fato de que seus poemas muitas vezes tinham a ver com críticas aos papéis das mulheres como esposas, seu próprio casamento e o lugar das mulheres na sociedade. Seus problemas de casamento aumentaram a ponto de eles se separarem em 1852. Samuel, quando se tornou seu marido, também tinha assumido o controle total de sua renda de propriedade. Após a morte do marido em 1876, ela descobriu que, por meio de uma série de investimentos ruins, a maior parte de seu dinheiro havia sido perdida.
A escrita e o ativismo social de Howe foram grandemente moldados por sua educação e vida de casada. Muito estudo foi dedicado a seu casamento difícil e como isso influenciou seu trabalho, tanto escrito quanto ativo.

### Ativismo social
Ela se inspirou para escrever "The Battle Hymn of the Republic" depois que ela e seu marido visitaram Washington, DC, e conheceram Abraham Lincoln na Casa Branca em novembro de 1861. Durante a viagem, seu amigo James Freeman Clarke sugeriu que ela escrevesse novas palavras para a música "John Brown's Body", o que ela fez em 19 de novembro. A música foi definida como uma música já existente de William Steffe e a versão de Howe foi a primeira. publicado no Atlantic Monthly em fevereiro de 1862. Rapidamente se tornou uma das canções mais populares da União durante a Guerra Civil Americana.

Agora que Howe estava sob os olhos do público, ela produziu onze edições da revista literária, Northern Lights, em 1867. No mesmo ano, ela escreveu sobre suas viagens à Europa em From the Oak to the Olive. Após a guerra, ela concentrou suas atividades nas causas do pacifismo e do sufrágio feminino. Em 1868, o marido de Julia não se opôs mais ao envolvimento dela na vida pública, então Julia decidiu se tornar ativa na reforma. Ela ajudou a fundar o New England Women's Club/Clube Feminino da Nova Inglaterra e a New England Woman Suffrage Association/Associação de sufrágio feminino da Nova Inglaterra. Ela serviu como presidente por nove anos, começando em 1868. Em 1869, ela se tornou co-líder com Lucy Stone da American Woman Suffrage Association. Então, em 1870, ela se tornou presidente do New England Women's Club. Após a morte de seu marido em 1876, ela se concentrou mais em seus interesses na reforma. Em 1877, Howe foi uma das fundadoras da União Educacional e Industrial das Mulheres em Boston. Ela foi a fundadora e de 1876 a 1897 presidente da Association of American Women/Associação de Mulheres Americanas, que defendia a educação das mulheres.

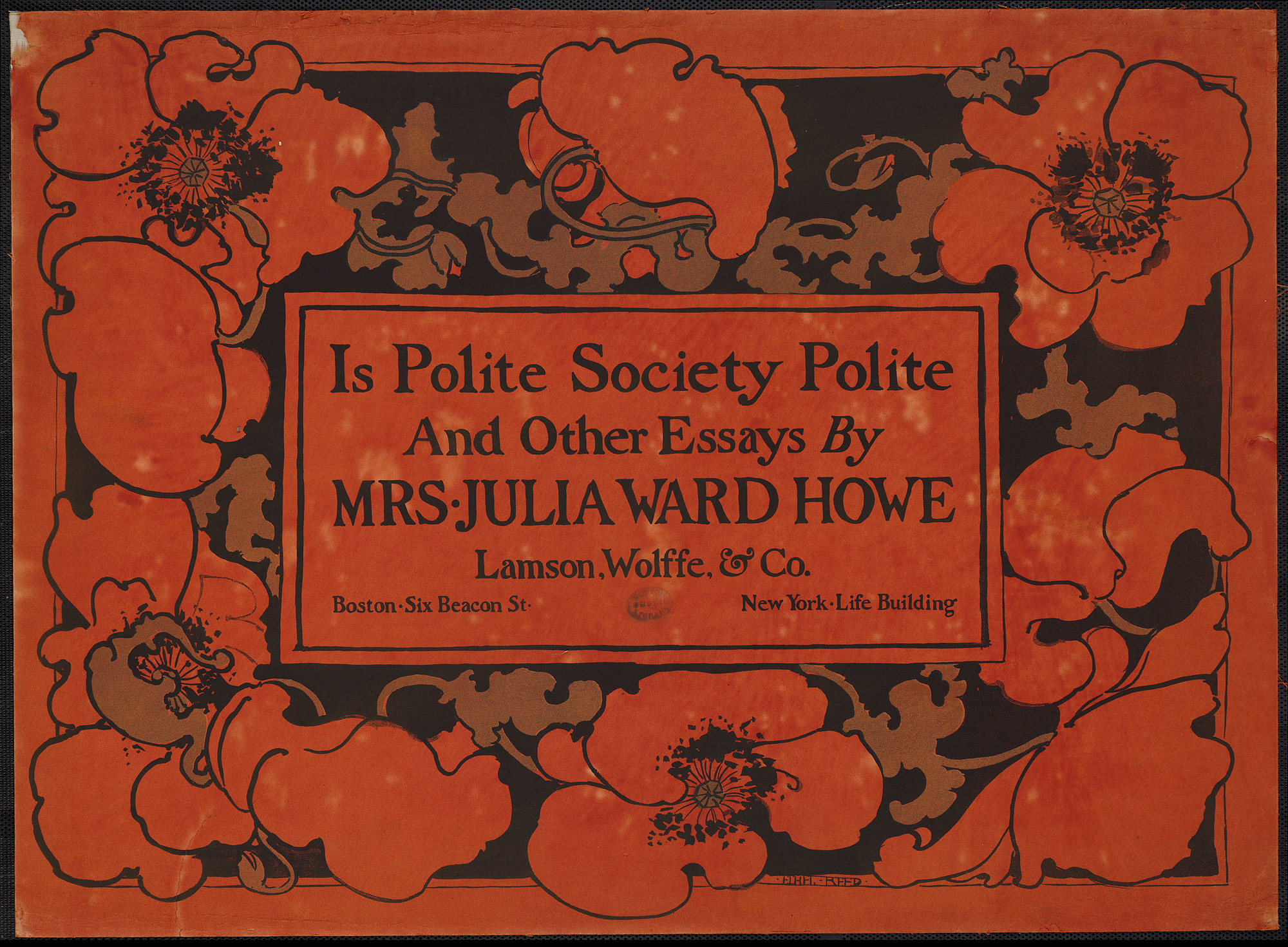
Is Polite Society Polite and Other Ensaios da Sra. Julia Ward Howe

Em 1872, ela se tornou editora do Woman's Journal, uma revista sufragista amplamente lida, fundada em 1870 por Lucy Stone e Henry B. Blackwell. Ela contribuiu para isso por vinte anos. No mesmo ano, ela escreveu seu "Apelo à feminilidade em todo o mundo", mais tarde conhecido como a Proclamação do Dia das Mães, que convidava as mulheres de todo o mundo a se unirem pela paz mundial. Ela o escreveu logo depois de se tornar uma pacifista e ativista anti-guerra. Em 1872, pede que o "Dia das Mães" seja celebrado no dia 2 de junho. Seus esforços não tiveram sucesso, e em 1893 ela estava se perguntando se 4 de julho poderia ser refeito no "Dia das Mães". Em 1874, ela editou uma defesa mista intitulada Sex and Education. Ela escreveu uma coleção sobre os lugares em que viveu em 1880 chamada Modern Society. Em 1883, Howe publicou uma biografia de Margaret Fuller. Então, em 1885, ela publicou outra coleção de palestras chamada Is Polite Society Polite? ("Sociedade educada" é um eufemismo para a classe alta.) Em 1899, ela publicou suas memórias populares, Reminiscences. Ela continuou a escrever até sua morte.
Em 1881, Howe foi eleito presidente da Associação para o Avanço das Mulheres. Mais ou menos na mesma época, Howe fez uma excursão de palestras pela costa do Pacífico e fundou o Century Club de San Francisco. Em 1890, ela ajudou a fundar a Federação Geral dos Clubes de Mulheres, para reafirmar os valores cristãos de frugalidade e moderação. De 1891 a 1893, ela serviu como presidente pela segunda vez da Massachusetts Woman Suffrage Association. Até sua morte, ela foi presidente da New England Woman Suffrage Association. De 1893 a 1898 ela dirigiu a Federação Geral de Clubes Femininos e dirigiu a Federação de Clubes Femininos de Massachusetts. Howe falou no O Parlamento Mundial das Religiões em 1893 em Chicago refletindo sobre a questão: O que é religião?. Em 1908, Julia foi a primeira mulher a ser eleita para a Academia Americana de Artes e Letras, uma sociedade; seu objetivo é "promover, auxiliar e manter a excelência" na literatura, música e arte americanas.

## Trabalhos selecionados

### Poesia
- Passion-Flowers (1854)
- Words for the Hour (1857)
- From Sunset Ridge: Poems Old and New (1898)[19]
- Later Lyrics (1866)
- At Sunset (published posthumously, 1910)[19]

### Outros trabalhos
- The Hermaphrodite. Incomplete, but probably composed between 1846 and 1847. Published by University of Nebraska Press, 2004
- From the Oak to the Olive (travel writing, 1868)[20]
- Modern Society (essays, 1881)[19]
- Margaret Fuller (Marchesa Ossoli) (biography, 1883)[19]
- Woman's work in America (1891)
- Is Polite Society Polite? (essays, 1895)[19]
- Reminiscences: 1819–1899[21] (autobiography, 1899)[19]